# 東北大區 (加納)
東北大區（英語：North East Region）是加納的大區，位於該國東北部，首府納萊里古，北鄰上東部大區，西南面是薩凡納大區，西臨西北大區，面積9,074平方公里，2021年人口658,903。

## 歷史
2018年12月27日迦納新大區公民投票中，以同意票205,121票（99.67%）、投票率80.57%通過由北部大區分出新設東北大區案。